# Batallón Cívico Movilizado Caupolicán
El Batallón Cívico Movilizado Caupolicán fue creado el 29 de septiembre de 1879, al inicio de la Guerra del Pacífico, en Santiago, con restos del personal de un anterior y disuelto Regimiento Valdivia. El Caupolicán era una unidad de milicia que, tras su participación en las Batallas de Chorrillos (13 de enero de 1881), y Miraflores (15 de enero) de 1881. Reducido a 2 compañías fue disuelto por Patricio Lynch en Lima, pasando su personal a llenar las bajas del Batallón "Tacna" 2° de Línea.
No debe ser confundido con el Batallón "Caupolicán" 9° de Línea, creado en la zona central de Chile, y que nunca marchó al Perú, ni con el Regimiento Reforzado n.º 11 "Caupolicán", de creación muy posterior.)